# Ryunosuke
Ryunosuke è un album musicale della band Mud Flow, pubblicato nel 2007.

## Tracce
1. My Fair Lady Audrey
2. The Number One Play Of The Year
3. Planes
4. Ryunosuke
5. In Time
6. Trampoline
7. Monkey Doll
8. Waltz 1
9. The Story Was Best Left Untold
10. Shooting Star